# Ludwig B
Ludwig B (ルードヴィヒ・B, Rudowihi B) is een seinen manga van Osamu Tezuka. Hij werd oorspronkelijk uitgegeven in het tijdschrift Comic Tom van juni 1987 tot en met februari 1989. Vanwege Tezuka's dood op 9 februari 1989 bleef de strip onafgewerkt.
De manga brengt een geromantiseerde versie van het leven van Ludwig van Beethoven in beeld, gelijkaardig aan hoe Tezuka ook het leven van Boeddha verstripte. Vanwege Tezuka's overlijden gaat de strip niet verder dan Beethoven's jeugd. Voor de stijl van het werk haalde hij enige inspiratie uit de film Amadeus (1984).
In 2006 werd de strip naar het Frans vertaald door Asuka. In 2015 volgde een Engelse vertaling van Digital Manga Publishing. Deze werd gefinancierd via Kickstarter.
In 2014 werd de manga verwerkt tot een theaterstuk getiteld "Ludwig B ~Beethoven Kanki no Uta~".